# Scolelepis matsugae
Scolelepis matsugae är en ringmaskart som beskrevs av Sikorski 1994. Scolelepis matsugae ingår i släktet Scolelepis och familjen Spionidae. Arten har ej påträffats i Sverige. Inga underarter finns listade i Catalogue of Life.